# Pierre Rosanvallon

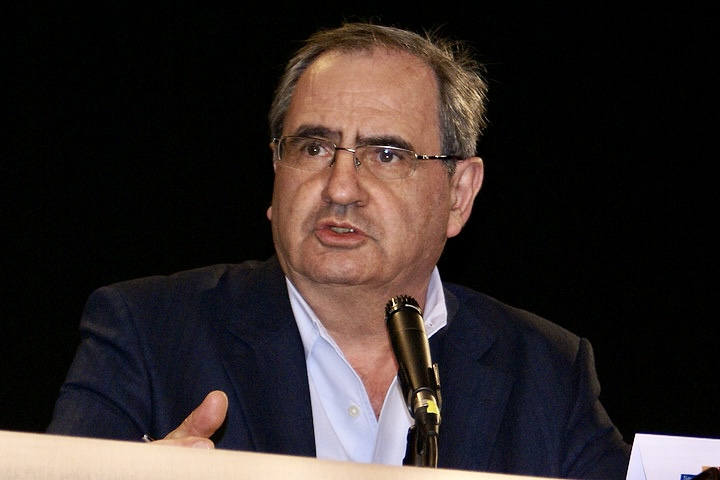
Pierre Rosanvallon auf einer Veranstaltung der Semaines sociales de France in Villepinte am 20. November 2009

Pierre Rosanvallon (* 1. Januar 1948 in Blois, Frankreich) ist ein französischer Historiker und Intellektueller. In seinen Schriften befasst er sich hauptsächlich mit der Geschichte der Demokratie, dem politischen Modell Frankreichs, der Rolle des Staates und dem Problem der sozialen Gerechtigkeit in der heutigen Gesellschaft.
Seit 2001 ist er Professor für moderne und gegenwärtige Geschichte des Politischen am Collège de France und Directeur d’Études an der École des Hautes Études en Sciences Sociales.

## Studium und beruflicher Werdegang
Rosanvallon erlangte das Diplom der École des hautes études commerciales (Paris) (HEC).
Er war zunächst als Funktionär des Gewerkschaftsbundes CFDT und als Chefredakteur der von dieser Organisation herausgegebenen Zeitschrift CFDT Aujourd’hui tätig und trat der PSU und später der PS bei.
Im Jahre 1982 gründete er zusammen mit François Furet die Fondation Saint-Simon, die bis zum 31. Dezember 1999 bestand.
Im Jahre 1995 unterstützte er die Position der CFDT zu dem Teil der Reform des Sozialversicherungssystems, der sich auf die Krankenversicherung bezog und von der Regierung Juppé vorgelegt wurde. Insbesondere unterzeichnete er eine diesbezügliche Petition, die in Le Monde veröffentlicht wurde.
Rosanvallon war einer der wichtigsten Theoretiker der kollektiven Selbstverwaltung, die vor allem von der CFDT gefordert wurde. Mit seinem Buch L’Âge de l’autogestion steht er in der philosophischen Tradition von Marx und Tocqueville. Er kündigt darin eine „Rehabilitierung des Politischen“ auf dem Wege der Selbstverwaltung an.

## République des IdéesundLa Vie des Idées
Pierre Rosanvallon vertritt in den letzten Jahren gemäßigt linke (sozialliberale) politische Positionen und kritisiert die Fixierung auf den Staat und die politische Nostalgie in Teilen der französischen Linken. Im Jahr 2002 gründete Rosanvallon mit finanzieller Unterstützung großer Unternehmen wie Altadis, Lafarge, der AGF, EDF, und Air France die République des Idées, eine Art Think Tank, dessen Vorsitz er innehat. Er will eine „neue Sozialkritik begründen“, die sich von dem lösen soll, was er „Archäoradikalismus“ oder auch die „radikale nostalgische Ideologie“ nennt. Unter anderem veranstaltete Rosanvallon mit befreundeten Philosophen und Sozialwissenschaftlern im Jahre 2006 ein Diskussionsforum in Grenoble unter dem Titel nouvelle critique sociale. Im Mai 2009 organisierte er im Rahmen der République des Idées ein Forum im Maison de la Culture in Grenoble unter dem Motto „Réinventer la Démocratie“. In seinen Publikationen zeigte Rosanvallon am Beispiel Russlands und der Türkei, wie leicht sich eine Präsidialdemokratie in ein autoritäres System umbauen lässt.
Die Gruppe um Rosanvallon gibt eine Zeitschrift mit dem Titel La Vie des Idées heraus, ferner eine Buchreihe bei den Éditions du Seuil. Seit Ende Oktober 2007 ist Rosanvallon im Internet mit der Website La Vie des idées vertreten. Dort findet man Chroniken und Beiträge zu zahlreichen Diskussionsthemen.

## Mitgliedschaften
Seit 2002 ist er Mitglied im Conseil scientifique (Wissenschaftsrat) der Bibliothèque nationale de France, ferner seit 2004 im Wissenschaftsrat der École normale supérieure, dessen Vorsitz er aus Protest gegen die Nominierung von Monique Canto-Sperber für die Leitung der École de la Rue d’Ulm niedergelegt hatte.

## Ehrungen
- Ritter der Ehrenlegion (2. Oktober 1998)
- Offizier der Ehrenlegion (13. Juli 2010)[10]
- Bielefelder Wissenschaftspreis (15. November 2016)[11]
- Ernennung zum Mitglied der British Academy (2025)[12]

## Schriften
- L’Âge de l’autogestion, Le Seuil, Paris 1976, ISBN 2-02-004419-6
- mit Patrick Viveret, Pour une nouvelle culture politique, Le Seuil, Paris 1977
- Le Capitalisme utopique. Histoire de l’idée de marché, Le Seuil, Paris 1979, Neuausgabe unter dem Titel Le Libéralisme économique, neu herausgegeben unter dem ursprünglichen Titel 1999, jeweils Le Seuil
- La Crise de l’État-providence, Le Seuil, 1981; Coll. Points Politique, 1984; Points Essais, n° 243, 1992.
- Misère de l’économie, Le Seuil, 1983.
- Le Moment Guizot, Gallimard, Bibliothèque des sciences humaines, Paris 1985, ISBN 2-07-070262-6
- La Question syndicale. Histoire et avenir d’une forme sociale, Calmann-Lévy, coll. Liberté de l’esprit, Paris 1988, ISBN 2-7021-1669-8
- La République du centre. La fin de l’exception française, mit François Furet und Jacques Juilliard, Calmann-Lévy, coll. Liberté de l’esprit, 1988, ISBN 2-01-015380-4
- L’État en France de 1789 à nos jours, Le Seuil, L’Univers historique, Paris 1990, ISBN 2-02-019403-1
  - deutsch: Der Staat in Frankreich von 1789 bis in die Gegenwart, übersetzt von Heide Gerstenberger und Hedwig Linden, Das Westfälische Dampfboot, Münster 2000, ISBN 3-89691-411-1
- Le Sacre du citoyen. Histoire du suffrage universel en France, Gallimard, Bibliothèque des histoires, 1992; Folio-Histoire, 2001.
- La Monarchie impossible. Histoire des Chartes de 1814 et 1830, Fayard, Histoire des constitutions de la France, 1994.
- Le Nouvel Âge des inégalités (avec Jean-Paul Fitoussi), Le Seuil, 1996; Points Essais, n° 376, 1998.
- La nouvelle question sociale. Repenser l’État-providence, Le Seuil, 1995. Coll. Points essais, 1998 (2 éditions), ISBN 2-02-022030-X
- Le Peuple introuvable. Histoire de la représentation démocratique en France, Gallimard, Bibliothèque des histoires, 1998; Folio-Histoire, 2002.
- La Démocratie inachevée. Histoire de la souveraineté du peuple en France, Gallimard, Bibliothèque des histoires, Paris 2000, ISBN 2-07-075937-7
- Pour une histoire conceptuelle du politique, Le Seuil, 2003
- Le Modèle politique français. La société civile contre le jacobinisme de 1789 à nos jours, Le Seuil, Paris 2004, ISBN 2-02-062871-6
- La contre-démocratie. La politique à l’âge de la défiance, Le Seuil, Paris 2006, ISBN 2-02-088443-7.
- La Légitimité démocratique. Impartialité, réflexivité, proximité, Le Seuil, Paris 2008.
  - deutsch: Demokratische Legitimität: Unparteilichkeit – Reflexivität – Nähe, übersetzt von Thomas Laugstien, Hamburger Edition, Hamburg 2010, ISBN 978-3-86854-215-8.
- La Société des égaux, Le Seuil, Paris 2011.
  - deutsch: Die Gesellschaft der Gleichen, übersetzt von Michael Halfbrodt,  Hamburger Edition, Hamburg 2013, ISBN 978-3-86854-257-8.[13]
- Le Bon Gouvernement, Le Seuil, Paris 2015, ISBN 978-2-02-122422-1.
  - deutsch: Die gute Regierung, Hamburger Edition, Hamburg 2016, ISBN 978-3-86854-301-8[14]
- Notre Histoire intellectuelle et politique, 1968-2018, Le Seuil, Paris 2018 ISBN 978-2-02-135126-2.
- Le Siècle du populisme, Le Seuil, Paris 2020, ISBN 978-2-02-140192-9.
  - deutsch: Das Jahrhundert des Populismus. Geschichte – Theorie – Kritik, Hamburger Edition, Hamburg 2020, ISBN 978-3-86854-347-6.
- * Les Epreuves de la vie, Le Seuil, Paris 2021, ISBN 978-2-02148-643-8.
  - deutsch: Die Prüfungen des Lebens, Hamburger Edition, Hamburg 2022, ISBN 978-3-86854-361-2.
- Les institutions invisibles, Le Seuil, Paris 2024.
  - Unsichtbare Institutionen. Aus dem Französischen von Ulrike und Michael Bischoff. Hamburger Edition, Hamburg 2025.